# MachineKey
A MachineKey a Microsoft .NET keretrendszer által használt titkosítókulcs, melynek alapbeállítása: "autogenerate". Ez a beállítás azonban számos esetben nem megfelelő ilyen például a WebFarm használata. Bővebben a MachineKey használatáról az MSDN-en olvashat.
A MachineKey legfontosabb felhasználási területe a ViewState és form authentication esetén az authentication cookie titkosítása. [WebFarm] esetén a MachineKey-ek rögzítése szükséges - amennyiben a load balance-ba kötött serverek affinity beállítása none, azaz bármely kérést bármely host kiszolgálhat - mely történhet a machine.config állományban, vagy hostolt környezetek esetén többnyire a web.config állományokban.

## Támogatott algoritmusok
A MachineKey kezelés három kriptiográfiai algoritmust használhat:
- SHA-1
- AES
- 3DES

## Külső hivatkozások
- Szabadon használható internetes MachineKey kulcsgenerátor